# Caja del Seguro Obrero

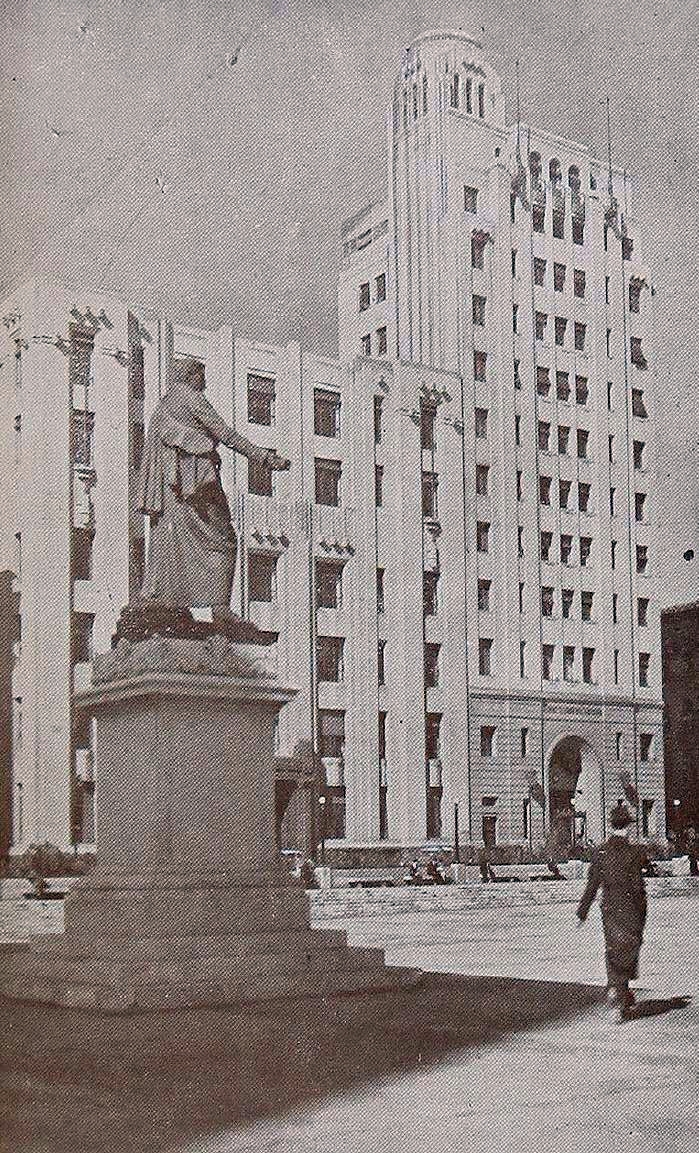
La sede de la Caja del Seguro Obrero se ubicaba en el edificio que está frente a la Plaza de la Constitución, en Santiago.

La Caja del Seguro Obrero o Caja de Seguro Obligatorio fue una entidad semifiscal chilena de seguridad social existente entre 1924  y 1952.
La Caja del Seguro Obrero Obligatorio –creada en 1924– representó, junto a la Caja de Previsión de Empleados Particulares, el paso más significativo para la constitución de un sistema de previsión social en Chile. Establecida bajo el principio de un sistema de reparto, pagaba los beneficios sociales de sus afiliados a partir del total de los dineros recaudados. Los aportes que reunía provenían de los trabajadores contratados, sus empleadores y el Estado.
De esta manera, la caja pagaba las jubilaciones, indemnizaciones por accidentes de trabajo o fallecimiento de sus cotizantes y, conforme avanzó el siglo XX, se anexaron a estos derechos las asignaciones familiares y el seguro de cesantía. La inversión de los dineros de la Caja se concentró en el establecimiento de consultorios de salud y postas rurales, además de una importante participación accionaria en la farmacéutica Laboratorio Chile, destinada a abaratar los medicamentos requeridos por sus programas de salud. A partir de 1952 su reorganización administrativa dio origen al Servicio de Seguro Social y al Servicio Nacional de Salud.